# 垂石眞子
垂石 眞子（たるいし まこ、1952年 - ）は、日本のイラストレーター・児童文学作家。
神奈川県茅ヶ崎市出身。多摩美術大学卒業。垂石真子、たるいしまこ名義でも活動している。

## 略歴
大学卒業後、サンリオに入社、資料室にあった外国の絵本を見て感銘を受ける。退社後に出産、育児で絵本に再び出会い児童文学の道へと進む。
1984年「あっぱれしゅじゅどん」のイラストでデビュー。作画する時は、パステル・水彩・クレヨン・色鉛筆・筆・竹ペンなどを使用している。
末吉暁子作「ぞくぞく村のおばけシリーズ」や、ディビッド・アドラー作「名たんていカメラちゃん」、角野栄子作品などの絵本イラストを手がけているが、イラストのみではなく絵本作家としての活動も行っている。日本児童出版美術家連盟会員。
2013年「メガネをかけたら　作：くすのきしげのり、絵：たるいしまこ」が「第23回 けんぶち絵本の里大賞 びばからす賞」を受賞する。
2014年 読書感想文全国コンクールのポスターに採用される。
2017年 - 2019年、日本国際児童図書評議会（JBBY）理事に就任する。

## 著作
無印：垂石真子、★：垂石眞子、○：たるいしまこ　名義

## 作品

### オリジナルビデオ
- ぞくぞく村のオバケたち(1)(2) [VHS]（1996年、東映ビデオ）- 絵
- ちびねこチョビ[VHS]（1998年） - 絵
- ちびねこコビとおともだち[VHS]（1998年） - 絵
- ぞくぞく村のオバケたち Vol.1 - 6 [DVD]（2006年）- 絵
- ちびねこチョビ/ちびねこコビとおともだち[DVD]（2006年） - 絵

### 舞台
- 音楽物語 プロコフィエフ『ピーターと狼』＆ カバレフスキー組曲『道化師』（2011年、神奈川県立県民ホール）- 絵 [9]